# Милко Ђуровски
Милко Ђуровски (мкд. Милко Ѓуровски; Жилче код Тетова, 26. јануар 1963) јесте бивши југословенски и македонски фудбалер српскога порекла. Играо је на нападачким позицијама у неколико различитих фудбалских клубова, од којих су најпознатији Црвена звезда, Партизан и Гронинген.

## Каријера

### Црвена звезда и Партизан
Милко Ђуровски је фудбал почео да игра у свом родном граду Тетову, у локалном клубу Тетекс. Већ са 12 година је запажен његов таленат и 1975. године прелази у београдски фудбалски клуб Црвена звезда. У Звезди проводи шест прволигашких сезона и осваја две титуле шампиона и два купа Југославије.
У летњем прелазном року 1986. године прелази у градски ривалски фудбалски клуб Партизан, због чега је постао омражен међу навијачима Црвене звезде. У Партизану проводи четири прволигашке сезоне и осваја једну титулу шампиона, један куп Југославије и један суперкуп Југославије.

### Гронинген и Словенија
После изванредних игара и датих голова на међународним утакмицама у дресу Партизана против Гронингена и Селтика, добија понуду и прелази у лето 1990. године у холандски Гронинген. Ту са 14 постигнутих голова, помаже свом новом клубу да у сезони 1990–91 оствари најбољи резултат, до тада, у историји клуба треће место у холандској фудбалској лиги.
После Гронингена каријеру наставља у Француској у Олимпику из Нима где проводи једну сезону. После овога прелази у Словенију где игра по нижеразредним клубовима. Од познатијих словеначких клубова играо је у Железничару из Марибора и Бежиграду из Љубљане, али без неких запаженијих резултата.

### Репрезентација
За фудбалску репрезентацију Југославије је одиграо шест утакмица и дао је два гола. Милко Ђуровски је свој репрезентативни деби имао 31. марта 1984. године у Суботици на утакмици против Мађарске (2:1). Последњу утакмицу за репрезентацију Југославије је одиграо 28. септембра 1985. године, на утакмици против Источне Немачке у Београду (1:2).
За фудбалску репрезентацију Македоније је одиграо три утакмице, али без неког запаженог резултата.

## Тренерска каријера
Као фудбалски тренер радио је по клубовима у Словенији, Босни и Херцеговини и Македонији у Малечнику (играч и тренер), Рудару из Приједора, Драви из Птуја, Нафти из Лендаве (2006–2007), Марибору (2007–2008), Вардару (2008)

## Приватни живот
Милко Ђуровски је из српске породице из Старе Србије (данашња Северна Македонија). Његово презиме с очеве стране је било Стојановић, а с мајчине Петровић. Међутим, под комунистичком диктатуром Јосипа Броза у ФНРЈ одмах после Другога светског рата, они су морали да промене презиме. Оно је добијено по најстаријем живом члану породице Ђуру Стојановићу (Милковом прадеди).
Брат му је фудбалер Бошко Ђуровски. Синови из првог брака су му музичар Марко Ђуровски и фудбалер Марио Ђуровски.

## Успеси
Милко Ђуровски је са различитим тимовима освојио три титуле првака државе, три титуле победника државног купа и један трофеј победника државног суперкупа. Са репрезентацијом Југославије је освојио бронзану медаљу 1984. у Лос Анђелесу.
Црвена звезда:    
- Шампион Југославије 1980/81. и 1983/84.
- Освајач купа Југославије: 1982. и 1985.

Партизан:   
- Шампион Југославије 1986/87.
- Освајач купа Југославије: 1989.
- Освајач суперкупа Југославије: 1989/90.